# Список козацьких організацій
Список козацьких організацій стосується лише сучасних (після 1991 року) організацій, які вважаються козацькими. Більшість з таких організацій за юридичним статусом є громадськими об'єднаннями. За деякими даними, в Україні за останні роки незалежності нараховувалося приблизно 1500 організацій, кількість членів яких становила сотні тисяч, якщо не мільйони.

## Україна
Всеукраїнські і міжнародні організації:
- Козацька гвардія України. Верховний Отаман Черниш Олександр Володимирович[1]
- ВГО «Академія культурної спадщини українського козацтва»
- ВГО «Велике Козацьке Коло»
- ВГО «Відродження Запорізького козацтва»
- ВГО «Всеукраїнська федерація „Спас“»
- ВГО «Всеукраїнська Федерація козацького двобою»
- ВГО «Всеукраїнське Гетьманське Козацтво імені Івана Богуна»
- ВГО «Всеукраїнське козацьке військо»
- ВГО «Звичаєва громада українських козаків»
- ВГО «Козацтво Нової України»
- ВГО «Козацька територіальна оборона»
- ВГО «Козацькі війська України»
- ВГО «Козаче братство «Світанок»
- ВГО «Міжнародний союз козаків Тавриди»
- ВГО «Православне козацтво»
- ВГО «Соборне Гетьманське Козацтво»
- ВГО «Соборне Козацтво України „Січ“»
- ВГО «Українське реєстрове козацтво»
- ВСОГ «Рада козацьких товариств України»
- ГО «Козацьке стрілецьке братство»
- ГО «Міжнародна Спілка Козацьких Військ України та Зарубіжжя»
- ГО Олександрійська школа традиційного козацького бойового мистецтва «Спас»
- ГО Олександрійського козацького товариства «Козацький Звичай»
- ГОМСК «Козацтво Запорізьке імені Отамана Близнюка»
- ГС «Велика Рада отаманів України»[2]
- МБФ «За відродження Донського та Запорізького козацтва»
- МГО "Собор Козаків «Добриня»
- МГО «Білоцерківська Січ»
- МГО «Вірне Козацтво»
- МГО «Гвардія Українського Козацтва»
- МГО «Козацтво Запорозьке»
- МГО «Козацтво України»
- МГО «Міжнародна Академія Козацтва»
- МГО «Міжнародна Федерація Бойового Гопака»
- МГО «Міжнародний комітет Всеукраїнського козацтва»
- МГО «Міжнародний Союз Козацтва»
- МГО «Міжнародний Союз Козацьких Сил»
- МГО «Об'єднана Рада Українського та зарубіжного козацтва»[3]
- МГО «Реєстрове українське народне козацтво»
- МГО «Січове Козацтво Запорозьке»
- МГО «Союз Козацьких Сил України і Зарубіжжя»
- МГО «Союз Козачих Формувань»
- МГО «Українське верховне козацтво»
- МГО «Українське козацтво „Вічна Січ“»
- МГО «Українське козацтво»
- МГО «Українське козацтво»
- Міжнародна асоціація «Козацтво»
- МКС «Всевелике Військо Донське»
- МКС «Українське Гетьманське військо»
- МЛОУКБІМЕНІ Святого Миколая
- МНГО «Народна Академія Українського козацтва»
- МСК «Запорізька Січ»[4]
- ТОВ «Козак Кепітал» — перший козацький комерційний проєкт[5]
- Клуб «Tri Kozaky»[6]

Обласні і міжобласні організації:
- I-Кадетський корпус ім. Рівноапостольного князя Володимира
- Агропромисловий козацький округ
- Азово-Чорноморське козацьке військо
- Азовське козацьке військо
- Білоцерківський козацький полк імені Семена Палія
- Благодійний фонд «Козаки»
- Буджацьке козацтво (Задністрова Січ).
- Буго-Чорноморський кіш
- Васильківський козацький полк
- Видубицький полк
- Військо вірних козаків-чорноморців
- Військово-патріотичний козацький полк «Молода Січ»
- Військово-патріотичний центр «Шквал», «Десантник»
- Вільне козацтво «Холодного Яру»
- Волинське обласне товариство козаків «Волинська Січ Війська Запорізького»
- Волинський полк
- Всекримське військо козацьке
- Гетьманське козацьке військо
- ГО «Кальміуська паланка»
- ГО «Київська Паланка» Спілка Козаків" (м. Київ)
- ГО «Козацький полк «Жовтоводський»
- ГО «Корюківська сотня»
- ГО «Молодіжна паланка» МГО «ЧО.КЗ» (м. Одеса)
- Горошинський козацький полк
- Громадське формування «Українські козаки» (м. Кременчук)
- Дніпропетровський козацький округ
- Донецький козацький округ
- Екологічний козацький полк
- Єлисаветградська Січ]
- Інгульська паланка українського козацтва
- Київське козацьке товариство
- Київський благодійний фонд «Козацький»
- Київський отаманський округ
- Кінний козацький полк Благодійний фонд «Козаки»
- Кіровоградська Академія козацтва
- Кіровоградський козацький полк
- Кіровоградський козацький центральний округ
- Козацька громадська організація Одещини
- Козацька кредитна спілка м. Одеса
- Козацька національна федерація кікбоксингу
- Козацьке товариство «Отаман Сірко»
- Козацьке товариство м. Києва
- Козацький автомобільний полк
- Козацький гвардійський корпус Полтавщини
- Козацький мерефянський кіш імені Івана Сірка
- Козацький науково-навчальний полк «Українознавства»
- Козацький полк офіцерів запасу
- Козацький регіональний округ
- Козацький спортивний полк
- Козацький центр «Бойовий гопак»
- Краматорський полк
- Криворізький козацький полк
- Мелітопольський курінь ім. Д.Донцова Українського Козацтва
- Миколаївський козацький полк
- Міжобласна громадська організація «Чорноморський округ. Козацтво Запорізьке» (МГО «ЧО.КЗ», центр у м. Одеса)
- Обласна громадська організація «Рада Козацьких отаманів Миколаївської області»
- Одеське обласне козацьке товариство
- Одеський козацький полк центральна паланка
- Окремий Архангела Михаїла козацький полк
- Осавульський полк
- Осавульський полк спеціального призначення
- Паланка війська запорізького
- Паланка козаків-запорожців
- Перевізька Паланка Січового Козацтва Запорозького
- Переяславський курінь
- Південний козацький округ м. Одеса
- Південний оперативний округ
- Південно-східний козацький округ
- Полк імені І. Мазепи
- Полтавський козацький округ
- Севастопольський козацький полк
- Севостопольсько-Чорноморський Кіш
- «Сіверсько-Бурлуцький козацький кіш» українського козацтва
- Слобідське Козацьке Військо ХОГО.м. Харків
- Сніжнянський полк
- Солом'янсько-Святошинське товариство
- Студентський козацький полк УВКІ
- Сумська паланка Міжнародної громадської організації «Козацтво Запорозьке»
- Сумське обласне козацьке товариство Всеукраїнського громадського об'єднання «Всеукраїнське козацьке військо»
- Східний Кальміуський козацький округ
- Товариство козаків Київщини
- Українське козацтво Краснолуцьке районове Товариство «СХІД»
- Український козацький центр особистої безпеки людини
- Уманський окремий полк
- Харківська обласна громадська організація козацтва та офіцерів запасу «Наша Воля»
- Харківський козацький полк
- Харківський Козацький Слобідський Полк (ХОГО Українського Козацтва) м. Харків
- Херсонський козацький полк
- Хмельницький окремий козацький курінь ім. І. Нечая Українського козацтва.[7]
- Центр Козацького Характерництва
- Центральний залізничний округ
- Черкаський козацький полк
- Чернігівський козацький полк
- Чорноморське козацьке з'єднання
- Ялтинсько-Алупкінський округ
- Ясиноватський полк

## Білорусь
- Козацтво Республіки Білорусь

## Казахстан
- Об'єднане козацтво Казахстану

## Росія
- Кубанське козацьке військо
- Союз козаків Росії

## США
- Братство козаків Америки (англ. Cossack Brotherhood of America)